# 保坂調司
保坂 調司（ほさか ちょうじ、1920年11月24日 - ）は、日本の射撃競技（ピストル射撃）選手。警視庁所属の警察官。1956年メルボルンオリンピックに出場、男子フリー・ピストルで4位入賞。アジア競技大会2大会に出場し金メダル3つを獲得している。

## 経歴
新潟県東頸城郡松之山村（現在の十日町市）出身。日本レイヨン青年学校本科卒業。警視庁に勤務。
1954年アジア競技大会（マニラ）ではラピッド・ファイア・ピストルとフリー・ピストルの2種目に出場、金メダルを獲得。
1956年メルボルンオリンピックでは、男子ラピッド・ファイア・ピストルと男子フリー・ピストルの2種目に出場。男子フリー・ピストルで4位入賞を果たした。
1958年アジア競技大会（東京）ではラピッド・ファイア・ピストルに出場し2連覇した。
警視庁では警務部教養課で術科訓練にあたる。1972年のあさま山荘事件では狙撃隊長を務めた。
日米映画・NTV製作のセミ・ドキュメンタリー映画『殺人と拳銃』(1958)の主人公の一人、小坂荘司巡査長は保坂がモデルとなっている。